# Charles Dunne
Charles Dunne (Lambeth, 13 febbraio 1993) è un calciatore irlandese, difensore del Coleraine.

## Carriera

### Club
Inizia la carriera professionistica giocando con vari club fra la terza e la quarta divisione inglese. Nell'estate del 2017 si trasferisce al Motherwell, nella prima divisione scozzese.

### Nazionale
Nel 2013 ha giocato una partita in Under-21.